# تحري عن السوق
التحري عن السوق أو الاستعلامات التسويقية أو التحريات التسويقية (بالإنجليزية: Marketing intelligence MI)‏ هي البيانات اليومية التي تتعلق بأسواق الشركة، حيث يتم جمعها وتحليلها خصِّيصًا لغرض اتخاذ القرار بصورةٍ دقيقة وموثوقة في تحديد فرص السوق، واستراتيجية اختراقها، ومقاييس تطويرها. وتُعَد الاستخبارات التسويقية أمرًا ضروريًا عند الدخول في سوق أجنبي.
وتحدد الاستعلامات التسويقية المعلومات المطلوبة، وتجمعها من خلال البحث في البيئة السوقية وتقدمها لمديري التسويق الذين يحتاجونها. يمكن نشر برمجيات الاستخبارات التسويقية باستخدام نموذج البرمجة الداخلية أو نموذج البرمجيات كخدمة (SaaS، أو الحوسبة السحابية). وتحصل تلك الأنظمة على البيانات من مصادرٍ مختلفة، مثل تحليلات الويب، واستخبارات الأعمال، وبيانات مراكز الاتصال والمبيعات، حيث تحصل عليها غالبًا في صورة تقارير منفصلة وتضعها في إطار واحد. ولجمع تلك البيانات، يجب على مديري التسويق أن يكونوا على صلة دائمة بالكتب ذات الصلة والصحف والنشرات التجارية. كما يجب عليهم التحاور مع أصحاب المصالح المختلفين مثل العملاء، والموزعين، والموردِّين. بالإضافة إلى ذلك، يجب أن يتابعوا الإعلام الاجتماعي ويقوموا بعقد نقاشات عبر الإنترنت. يمكن لمديري التسويق تصميم تقارير ترتبط بالبيانات الواردة من مجموعة متنوعة من الأقسام والمصادر وتصورها (وحتى، في بعض الحالات، البيانات الخارجية.) ويتيح لهم ذلك رؤية مؤشرات الأداء الأساسية الحالية في الوقت الفعلي (أو بأسرع ما يكون حين تصل البيانات من المصادر) وتحليل الاتجاهات، بدلاً من انتظار المحللين حتى يرسلوا التقارير الدورية.

## إنشاء الاستخبارات التسويقية
يتم تصميم أنظمة الاستخبارات التسويقية ليستخدمها مديرو التسويق وغالبًا ما يفحصها الموظفون في المؤسسة. وقد تحتوي على واجهات المستخدم التي تشبه إلى حدٍ كبير برمجيات المستهلك أكثر من البرمجيات المحيطة بمصادر البيانات الفردية، والتي صُمِّمَت ليستخدمها المحللون. على سبيل المثال، يمكن للاستخبارات التجارية جمع بياناتٍ حبيبية عالية الدقة وفي الوقت المناسب، ولكنها غالبًا ما تتطلب دعم تكنولوجيا المعلومات لإعداد التقارير المعتادة وتصحيحها.
من الناحية التنظيمية، قد تكون الاستخبارات التسويقية هي اسم القسم الذي يؤدي دوريّ الاستخبارات التسويقية وتحليل المنافسين. وقد تكون استخبارات الأعمال أيضًا من مسئولية قسم الاستخبارات التسويقية، جنبًا إلى جنب مع (أو يتم إنجازه من قِبَل) القسم المالي، وذلك لقياس حصة السوق وتحديد معدلات النمو المستهدفة، حيث تقوم مجموعة الاندماج والاستحواذ باستكشاف فرص الكسب، ويقوم القسم القانوني بحماية ممتلكات المؤسسة أو البحث والتطوير للمقارنة بين تيارات الإبداع على نطاق الشركة واكتشاف الفرص من خلال التمييز الإبداعي.

## خطوات تحسين الاستخبارات التسويقية
إن الخطوات التي يتعين على الشركة اتخاذها لتحسين استخباراتها التسويقية هي
- تدريب قوى المبيعات وتحفيزها: يمكن أن تكون قوة المبيعات لشركةٍ ما مصدرًا ممتازًا للحصول على معلومات حول الاتجاهات الحالية في السوق. فهي تُعَد «جامعة الاستخبارات» للشركة. وقد تكون المعلومات التي تم الحصول عليها خاصة بعروض الشركة في السوق، سواء أكانت هناك تحسينات مطلوبة أو لا أو فرص لمنتجاتٍ جديدة، إلخ. كما يمكن أن توفر مصدرًا موثوقًا به لمعرفة نشاطات الشركة المنافسة، والمستهلكين، والموزعين، وتجار التجزئة.
- تشجيع الموزعين وتجار التحزئة والوسطاء الآخرين لتقديم الاستخبارات الهامة: حيث تقوم الشركات بتشغيل متخصصين لجمع الاستخبارات التسويقية. كما يقوم تجار التجزئة ومقدمو الخدمة بإرسال متسوقين مجهولين لقياس جودة الإنتاج، وطريقة تعامل الموظفين مع العملاء وجودة الخدمات المقدمة. ويمكن للشركات أيضًا تقييم جودة تجربة العملاء مع المحال من خلال استخدام المتسوقين المجهولين.
- الحصول على المعلومات الخارجية: يجب على كل شركة أن تراقب منافسيها. الاستخبارات التنافسية تشير إلى النظام الأشمل للبحث والتحليل وصياغة البيانات والمعلومات عن البيئة التنافسية الكاملة المحيطة بأية مؤسسة. يمكن القيام بذلك من خلال شراء منتجات المنافس، ومتابعة الحملات الدعائية، وتغطية الصحافة، وقراءة تقاريرها المنشورة، إلخ. ويجب أن تكون الاستخبارات التنافسية قانونية وأخلاقية.
- تأسيس لجنة استشارية من العملاء: يمكن أن تقوم الشركات بتأسيس لجان تتكون من العملاء. قد يكونون أهم عملاء الشركة أو ممثلي العملاء أو الأكثرهم شهرة. وتُقيم العديد من مدارس الأعمال لجان تتكون من الخريجين الذين يقدمون خبرتهم ومهاراتهم ويساعدون في وضع المنهج الدراسي.
- الاستخدام الأمثل لمصادر بيانات الحكومة: تنشر أغلب حكومات الدول تقارير تتعلق باتجاهات السكان والصفات الديموغرافية والإنتاج الزراعي وبيانات أخرى كثيرة من هذا النوع. وتجب الإشارة إلى جميع هذه البيانات، أو يمكن ذلك، بقاعدة البيانات. فهي تساعد في تخطيط سياسات الشركات وصياغتها.
- المعلومات الواردة من الموردين الخارجيين: تقوم شركات معينة ببيع البيانات قد تكون مفيدة للشركات الأخرى. على سبيل المثال، تحتاج قنوات التلفاز إلى الحصول على معلومات حول عدد المشاهدات، وتقييمات برامج التلفاز، إلخ. بعد ذلك تقوم الوكالة التي تجمع المعلومات وتنتج البيانات بتقديمها للشركات التي تحتاجها.
- جمع الاستخبارات التنافسية من خلال تعليقات ومراجعات العملاء عبر الإنترنت: حيث إن رأي العميل في المنتج هو أهم شيء بالنسبة لأية شركة. فالعميل هو من يشتري المنتج في النهاية. ومن ثمَّ يجب الحصول على تعليق العميل. ويمكن استخدام البرامج المتاحة عبر الإنترنت مثل غرف الدردشة والمدونات ومنتديات النقاش ومنتديات مراجعات العملاء في الحصول على رد فعل العميل. فذلك يتيح للشركة استيعاب تجارب العملاء وانطباعاتهم. ويَسهُل أكثر على الشركات تطبيق نظام هيكلي للقيام بذلك ثم يمكنها فحص الرسائل ذات الصلة دون معاناة.

مع تطبيق الخطوات المذكورة أعلاه، سيصبح نظام الاستخبارات التسويقية لشركةٍ ما مفيدًا لأداء دورها بشكل فعال.